# World Series of Poker 1970

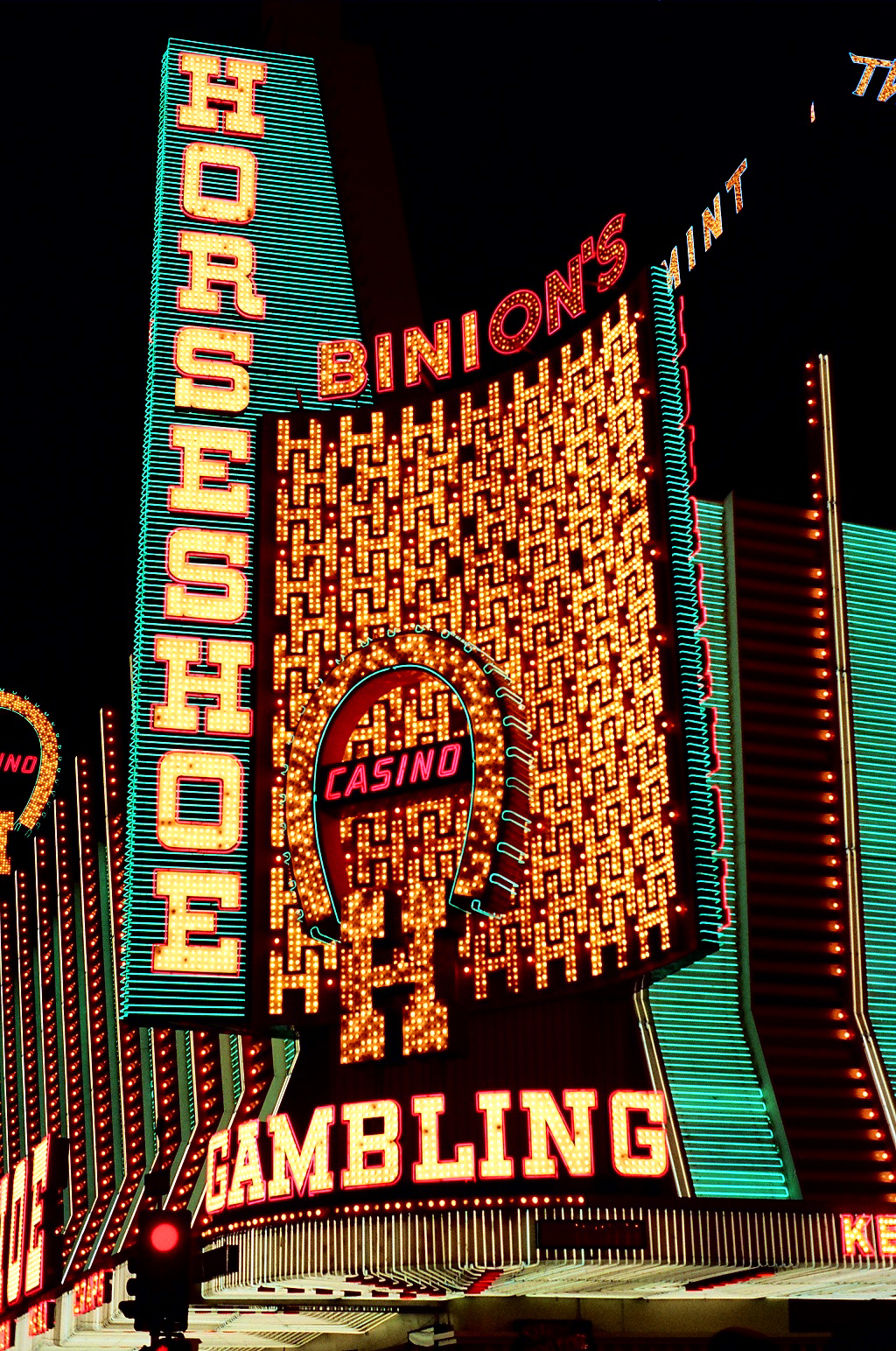
Ancienne enseigne au néon du Binion's Horseshoe Casino (1986) - sur Fremont Street au centre-ville de Las Vegas. Site de l'actuel Binion's Gambling Hall and Hotel, à Fremont Street Experience.

Les World Series of Poker 1970 sont les premiers WSOP.
Le champion de 1970 a été décidé par un vote. Jack Binion a invité sept des meilleurs joueurs de poker en Amérique dans son casino Binion's Horseshoe à Las Vegas, Nevada, pour décider qui était le meilleur joueur de poker.
Johnny Moss a été élu le meilleur du monde par  "Amarillo Slim" Preston, Sailor Roberts, Doyle Brunson, Puggy Pearson, Crandell Addington et Carl Cannon. Moss a été récompensée par une coupe en argent.
Selon une légende, il y a eu deux votes pour déterminer le meilleur joueur du monde. Dans le premier, chaque joueur a voté pour lui-même. Dans le second vote, ils étaient appelés à voter pour le deuxième meilleur joueur, et Moss a remporté le vote.